# Velké divadlo (Plzeň)
Velké divadlo je hlavní scénou plzeňského Divadla Josefa Kajetána Tyla a významnou kulturní památkou. Budova byla postavena v novorenesančním stylu v letech 1897–1902 dle návrhu architekta Antonína Balšánka. V letech 1981–1985 proběhla rozsáhlá rekonstrukce pod vedením architekta Pavla Němečka. Budova byla prohlášena kulturní památkou.

## Historie
První zprávy o divadelních představeních v Plzni pocházejí z přelomu 18. a 19. století, šlo však o představení v němčině. První představení v češtině je doloženo až roku 1818. Hrálo se na různých místech, například na radnici či v hostincích. Až roku 1831 schválila městská rada uvolnění pozemku pro stavbu divadla v dnešní Riegrově ulici. Stavba podle návrhu italského architekta Lorenza Sacchettiho byla financována z výtěžků sbírek a z finančních darů plzeňských pravovárečníků. Divadlo zahájilo provoz koncem roku 1832 a mělo kapacitu 650–800 diváků. Sloužilo jak českým, tak německým divadelním spolkům.
V letech 1868–1869 si německý divadelní spolek Deutscher Theaterverein vybudoval vlastní Německé divadlo v Goethově ulici s kapacitou 875–1000 diváků.
S blížícím se koncem 19. století se začaly stále více projevovat národnostní tendence a v městské radě sílily tlaky na výstavbu nového českého divadla. V Plzni žilo již přes 50 000 obyvatel a kapacita starého divadla byla nedostačující. V roce 1896 byla konečně vypsána architektonická soutěž na výstavbu nového divadla. Cena budovy neměla překročit 350 000 zlatých.
Soutěže se zúčastnilo celkem třináct projektů. Městská rada však nakonec místo oceněných návrhů, které prezentovaly především soudobou vídeňskou modernu, upřednostnila konzervativnější novorenesanční návrh Antonína Balšánka.
Stavět se začalo v lednu 1899. Kolaudace proběhla 3. září 1902. Divadlo bylo otevřeno 27. září 1902 slavnostním představením opery Libuše od Bedřicha Smetany. Původní kapacita divadla byla 1 000–1 150 diváků.
V letech 1980–1985 proběhla rozsáhlá rekonstrukce pod vedením architekta Pavla Němečka. V podzemí pod terasami vznikly nové technické objekty – trafostanice atd.). V zadní části divadla vznikla přístavba prodlužující jeviště. Uvnitř budovy došlo jinak především k úpravám technického zázemí a obslužných prostor (šatny, toalety). Byla restaurována vnější i vnitřní výzdoba. Kontroverzní bylo vybavení vnitřních prostor divadla prvky socialistického realismu (keramické stěny, skleněné vitráže apod.) a taktéž necitlivá úprava severních teras.
V letech 2009–2010 proběhla oprava obvodového pláště a teras. Fasáda získala původní světlejší barevnost, jakou měla při svém otevření v roce 1902.
V letech 2014–2015 proběhla rekonstrukce podzemních přístaveb, přilehlých teras a okolí. Především severní terasy se dočkaly rozsáhlých úprav. Zašlé betonové terasy, pozůstatek socialistické architektury, zmizely, místo nich zde vzniklo prostranství s květinovými záhony a byl sem umístěn pomník generála Pattona. Budova bývalé divadelní kotelny pod terasami přišla o svůj mohutný komín a vznikla zde nová prodejna vstupenek.

## Budova

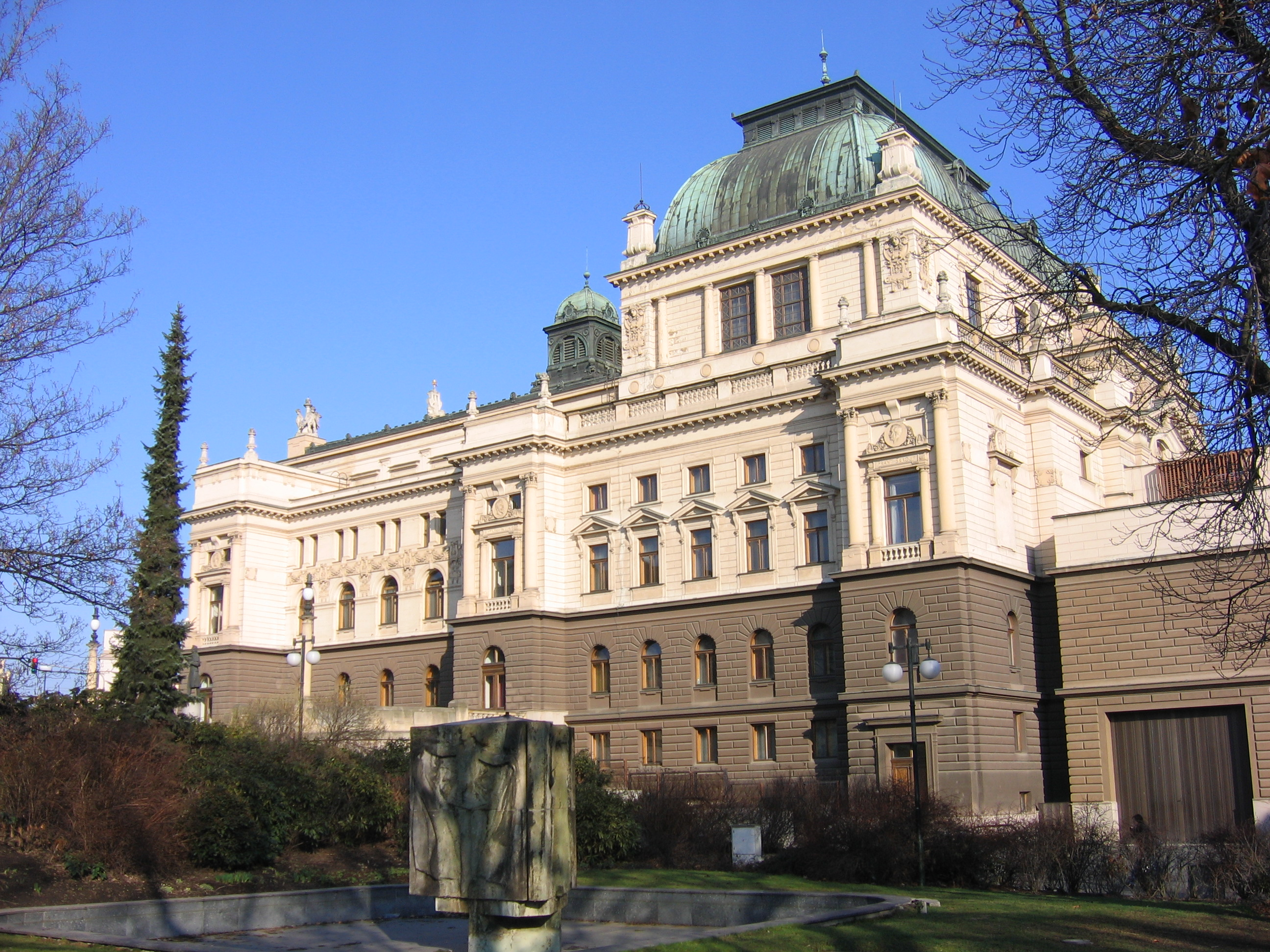
Boční pohled

Budova je umístěna v sadovém okruhu na okraji historického centra Plzně. Od okolních budov se odlišuje diagonální orientací, když průčelí směřuje do křižovatky Klatovské a Husovy ulice, hlavní osa budovy pak s oběma ulicemi svírá úhel 45°.
Před vstupem se nachází mírně vyvýšená příjezdová rampa, krytá ve střední části terasou nesenou dvěma pilíři. Terasu opticky nadnášejí toskánské sloupy, které nosné pilíře zakrývají. Terasu lemuje kuželkové zábradlí. Nad pilíři stojí litinové kandelábry, dílo plzeňské firmy Vojtěch Šíp. Za terasou jsou tři rozměrná okna foyeru, v horní části půlkruhovitá, lemovaná pilastry. Nad každým oknem se nachází dvojice figurálních reliéfů. Nad okny se nachází další terasa lemovaná kuželkovou balustrádou, za kterou vystupuje horní část budovy. Trojúhelníkový štít je osazen velkým půlkruhovitým oknem, nad kterým je umístěna plastika Apollónovy hlavy. Vrchol štítu je osazen kamennou lyrou. Střední část průčelí je lemována dvojicí rizalitů, nad kterými stojí sousoší Drama a Opera pražského sochaře Ladislava Šalouna.
Obě boční fasády jsou rozčleněny trojicí rizalitů. Nad skutečnými i falešnými okny v rizalitech na bocích budovy a na průčelí jsou v půlkruhovitých medailonech umístěny portréty významných osobností české hudby a divadla. Jejich autory jsou sochaři Vilém Amort a František Rous. Takto jsou zde vyobrazeni například Vilém Blodek, František Škroup, Václav Kliment Klicpera, Jan Nepomuk Štěpánek a další.
Prostor hlediště je kryt nízkou sedlovou střechou, která je dekorována větrací věžičkou připomínající secesní altán. Nad jevištní částí se nachází vyvýšené prostory provaziště kryté vysokou měděnou střechou neckovitého tvaru. Z jejího vrcholu vystupuje světlík kryty nízkou valbovou stříškou, na které jsou umístěny hromosvody.
Zadní část budovy je částečně skryta přístavbou obslužných prostor z doby rekonstrukce v 80. letech 20. století. Této části budovy dominuje široký střední rizalit. Trojúhelníkovitý štít nad ním je podpírán pilastry.

## Interiéry
Jednoduše pojatá vstupní hala ve tvaru obdélníku se táhne přes celou délku průčelí. Za ní se nacházejí mramorovými balustrádami zdobená schodiště do prvního patra.
Foyer o rozměrech 13×5 metrů je umístěn v patře nad vstupní halou. Stropní výzdoba je dílem pražského malíře Františka Fröhlicha. Alegorie divadelních žánrů Hudba, Tanec, Tragédie a Činohra jsou dílem dalšího pražského malíře Františka Urbana. Nástěnné obrazy Pohádka a Pověst pochází z dílny plzeňského malíře Josefa Mandla. Ve foyeru jsou umístěny busty významných osobností plzeňského divadelnictví v čele s J. K. Tylem.
Vstupní hala a foyer jsou od hlediště odděleny předsálími ve tvaru písmene U, po jejichž stranách se nachází šatny a toalety, v prvním patře pak malý bufet. Z předsálí v přízemí je vstup na boční schodiště vedoucí do druhého patra.
Hlediště divadla má půdorys ve tvaru ve tvaru U a je tvořeno přízemím a dvěma balkony. Postranní lóže jsou přístupné z přízemí a z jednotlivých pater. Štuková výzdoba sálu je dílem sochařů Viléma Amorta a Otakara Waltera. Karyatidy zdobící předscéniové lóže jsou dílem sochaře Antonína Poppa. Nad hledištěm upoutá velký bohatě zdobený skleněný lustr, dílo pražské firmy Suda a Kotěšovec. Celková kapacita sálu je v současné době 444 míst k sezení.
Jeviště se skládá ze tří částí, forbíny o rozměrech 11x4 m, hlavního jeviště o rozměrech 14×11 m a zadního jeviště o rozměrech 10×10 m. Malba na oponě nese název Plzeň vítá uměny na prahu nového divadla a je dílem nepomuckého malíře Augustina Němejce.